# Хребет Ширшова
Хребе́т Ширшо́ва — океанический хребет в Беринговом море, расположенный вдоль 170—171° восточной долготы.
Хребет Ширшова протягивается в субмеридиональном направлении от Олюторского полуострова на расстояние 670 км к югу. Является подводным продолжением Олюторского хребта Корякского нагорья. Олюторско-Ширшовский горный пояс вытянут с севера на юг на 900 км.
Ширина хребта Ширшова уменьшается с 200 км на севере до 25 км на юге. В южной части хребет меняет ориентировку на субширотную и почти смыкается с хребтом Бауэрса. Хребет сложен вулканогенными и флишевыми породами мелового периода.
Хребет получил своё название в честь советского учёного П. П. Ширшова, он был обнаружен и исследован в 8-м и 16-м рейсах НИС «Витязь» (1951 и 1953 гг. соответственно).